# GMTV
GMTV（Good Morning Television、グッドモーニング・テレビジョン）は、かつてイギリスのテレビ全国放送で朝の情報番組を制作・放送していたITVの請負事業者・ライセンス会社である。ITVのチャンネルで、1993年1月1日から2010年9月3日まで放送を行っていた。
現在はITVブレックファストの名称で知られている。2009年11月にITV plcの完全子会社となった直後、ITV plcが番組終了を発表したことで最終回を迎えた。『GMTV』としての最終回は2010年9月3日に放送された。
午前6:00から放送を開始し、月曜日から木曜日は平日の朝の情報番組である『GMTV』が6:00から8:25まで、『GMTV・ウィズ・ロレイン』が8:25から9:25まで放送されていた。金曜日は『GMTV』が6:00から9:25まで放送され、『GMTV・ウィズ・ロレイン』は放送されない。9:25からは地域のITVフランチャイズによる放送となる。
GMTVはITVのチャンネルの番組の一部を制作していたが、その前後にはITVが制作した番組が放送されていた。ITVとGMTVの番組の切り替えはスムーズに行われていたこともあり、殆どの視聴者はGMTVが制作した番組を単にITVの番組として認識していた。しかし、ITV plcによる完全買収までは、GMTVは独自の取材業務、販売・管理チーム及び社内制作チームを擁する独立した放送事業者であった。
また、GMTVとラグドール・プロダクションズが共同で制作した幼児向けテレビ番組シリーズ『ブーバー』が双方でクロスプロモーションされるまで、ITVの子供向け番組ブロックであるCITVから独立し、それぞれに異なるクレジットを付けて独自の子供向け番組を放送していた。

## 歴史

### 創立
GMTVは1991年のフランチャイズラウンドで、それまでのライセンス所有者であるTV-amを3,400万ポンドで上回ることで、1993年から朝のチャンネル3フランチャイズのライセンスを獲得した。GMTVはLWT、STV、ウォルト・ディズニー・カンパニー、ガーディアン・メディア・グループからの支援を受けていた。そして、「Fファクター（F-factor）」と呼ばれる「陽気で明るい朝とより多くの情報」を提供することを約束した。新しい子供向けニュース番組が毎朝7:20に放送されることになっており、平日8:50には女性主導での新しい番組構成も計画された。カールトンは1991年11月にコンソーシアムの株式20%を取得した。当初「サンライズ・テレビジョン（Sunrise Television）」と呼ばれる予定であったが、Sky Newsの朝の番組もその名称であったためにSkyが抗議し（2019年までそうされていた）、番組名が変更されることとなった。
1992年5月、ビジネスニュースや社会ニュースを廃止して、より家族向けの形式にするという計画を発表し、批判を受けた。番組ディレクターのリス・ハウエルは次のように述べている。
| 「 | 番組の構成はTV-amとは根本的に異なる。なぜなら、2人の司会者による帯番組であり、ニュースはデスクの指示によって長くも、短くもなるからだ。この番組は、ある意味ニュース番組であり、非常に取り扱うのが難しい話題であっても大きな反響が予想される場合は他の全てを捨てて、TV-amよりも詳しく取り上げて報道する。 The structure of the programme will be fundamentally different from TV-am. It will be a rolling programme, with two presenters in which the news will be long or as short as the news dictates. It's in a sense a news programme but it's a very soft news agenda, although if there is a big story we will ditch everything and cover it better than TV-am would have." | 」 |

GMTVはデイビッド・フロストから、日曜の朝に放送されていた番組を継続して欲しいという申し出を断り、代わりに「TV-amが日曜日に視聴者の興味を掴めずに逃してしまっている」と考え、家族間の問題をテーマにした新しい娯楽番組を導入することを選択した。

### 放送
『GMTV』の初回は1993年1月1日に、イーモン・ホームズとアン・デイビスの2人の司会者によって放送が始まった。開始時の平日の主な司会者はフィオナ・アームストロングとマイケル・ウィルソン（月曜日〜木曜日）で、サウス・バンクにあるザ・ロンドン・スタジオズのスタジオ5から放送された。
放送開始から6週間以内に、全視聴者内のおよそ200万人の視聴者を失った。インディペンデント紙のマーク・ローソンは、この新しいシリーズを「Grinning Morons Television（ニヤニヤ笑うバカテレビ）」と名付けた。グレッグ・ダイクはGMTV取締役会の会長に任命され、「より大衆に沿ったジャーナリズム」を含む局の構成を、全面的に見直す任務を負うことになった。主な役割は、日々の業務に従事することなく、GMTVに新しく想像力豊かなアイデアをもたらすことであった。ダイクはGMTVでのハウエルの番組戦略を支持することを拒否しており、3日以内にハウエルは辞任した。後任にはピーター・マクヒュー（Peter McHugh）が就任した。
視聴率が低迷し続けたことを受けて2月8日に、ウィルソンは6:00から7:00までの新しい「ニュースに焦点を合わせた」枠を放送するようになった（1994年に『ロイター・ニュースアワー（Reuters News Hour）』となった）。アームストロングは3月12日までホームズと共同司会者を続けていたが、アームストロングの代わりにロレイン・ケリーが就任し、9:00枠『トップ・オブ・ザ・モーニング（Top of the Morning）』の司会者としてのかつての彼女の担当は、ファーン・ブリットンが引き継いだ。
4月19日、TV-amを模倣した新しいセットを含めて刷新された。サリー・ミーンが新しい天気キャスター、ペニー・スミスがメインキャスターとなり、Sky Newsから移籍した。
最初の6ヶ月以内に、GMTVは当初の予算の2倍である1,000万ポンドの損失を報告した。9月初旬、ニュース番組の割り当て数を減らす可能性があることについて独立テレビ委員会（ITC）に打診した。その僅か2ヶ月前、ITCはGMTVを「娯楽番組ばかりを主導しており他が疎かになっている」と批判し、他の番組分野について懸念を表明していた。ITCは「彼ら（GMTV）は視聴者の好みに基づいてライセンス変更を強く主張する必要があるだろう」と述べた。この要求は拒否され、放送開始1年目の終わりまでにITCはGMTVに対し、その「不十分な業績」に対して正式に警告を発した。
最終警告は1994年5月に発令され、基準が改善されない限り、200万ポンドの罰金を科されることになっていた。ITCは、その年の初めまでにかなりの業績の改善が見られたことを認めたが、ニュース放送は依然として「満足のいくものではなく、当初は短すぎたために深さや権威をカバーするには不十分であった」として、「時事問題の解説や子供向け番組の内容は、品質や制作の点で期待を満たしていなかった」と付け加えた。問題を修正するための対策の一環として、『ロイター・ニュースアワー』と日曜朝の高級番組に加えて、アメリカの子供向けテレビシリーズ『バーニー&フレンズ』が導入された。同年末までに、罰金を回避するのに高い視聴率を達成することに成功し、初めて利益を計上することに成功した。
1994年7月、アンシア・ターナーが入社し、ミスター・モティベーターと共に夏休みの特集番組『ファン・イン・ザ・サン（Fun in the Sun）』の司会者を務め、その後すぐにホームズとペアになってメイン番組の司会者を務めた。しかし、2人の間に劇的な不仲が生じ、最終的にはホームズがターナーを公の場で「ティッピー・トウ姫（Princess Tippy Toes）」と呼ぶところまでに至り、ターナーは1996年12月24日に退社した。しかし、経営陣はターナーが「締め出された」ことを否定し、自らの意思で退社したと主張した。フィオナ・フィリップスが1997年1月6日にその役割を引き継いだ。
1998年、また赤字に転落し、損失は1,200万ポンド、売上高は8,000万ポンドとなった。同年11月、ITCは、GMTVが国庫に支払わなければならなかった金額を5,000万ポンドから、全てのライセンスの中で最も大幅な減額である2,000万ポンドに減額したため、GMTVは思いがけず恩恵を受けることになった。ITCは、これによりGMTVがより多くの番組に投資できる資金が得られると考えた。
GMTVは引き続き番組制作を強化し、1999年の年次業績評価でITCから「番組全体の品質が向上し、特集項目が増えて報道範囲が広がり、ジャーナリズムと技術リソースが向上した」とさらなる賞賛を受けた。これにより、成人視聴者の間でGMTVの視聴者シェアが増加し、子供向け番組の週末の視聴率も増加した。ITCは、海外での報道とニュースの主要人物へのアクセス、特に生中継でのインタビューにおいて一層重点を置いている点を賞賛した。
社会貢献番組は特に成功を収めた。年長児童向けのマガジン番組である『Diggit』（かつてはITCによって批判されていた）の情報内容には改善の兆しが見られた。ITCは、「成人向けの日曜日の番組では、主要なインタビューと並行して、重要な政治ニュースの背景をより深掘りして分析する改善の余地があり、学齢期の子供向けの番組では、情報コンテンツの内容の改善」という、今後1年間の優先事項として2つの分野での改善を提案した。

### 2000年代
1999年、STVグループはGMTVの他の株主を買収する協議を行い、ディズニーはこのアイデアに関心が高く乗り気であったと考えられている。9月までにガーディアン・メディア・グループの株式15％を2,000万ポンドで取得することで合意に達したが、カールトンとグラナダの両社はこの取引に反対した。ガーディアン・メディア・グループは、2000年1月にGMTVの15%の株式を1,800万ポンドで売却し、3社全てが5%を受け取るという結論に達し、残りの4社の株主が同社の25%の株式を均等に保有できるようになった。
2003年10月、STVはカールトンとグラナダのGMTV株式の取得に関心があることを公表した。最高経営責任者のアンドリュー・フラナガン（Andrew Flanagan）は「我々はGMTVの買収に興味を持っている。何かをしようとするにはきっかけが必要であり、我々はそれを実現しようとした」と述べたと伝えられている。STVは、GMTVの経営権を握ることで、新設されたITV営業部門に対して効果的な指導が可能になると考えていた。2004年9月、ITV plcは、ITVに価格設定への影響力を与える可能性があるという広告主の懸念にもかかわらず、公正取引局から許可を得て、STVグループの株式25%を3,100万ポンドで買収した。SMGは「我々がGMTVから撤退するのは、他社のメディア事業に対して少数権益を持ちたくないためだ」と述べた。
2005年、ホームズは退社した。後に、ホームズが「内容の過度な単純化と商業化」に深く不満を抱いており、そのことが暴露された結果、上司を憎むようになったことが明らかになった。

### 電話投票番組スキャンダル
2007年4月、BBC Oneの番組『パノラマ』は、GMTVの電話参加コンテストを扱うオペラ（Opera）社が、回線が閉鎖される「かなり前」に優勝者の最終候補者リストを最終決定しており、その結果、視聴者は2003年4月以来、プレミアム料金の電話投票に参加するために推定年間1,000万ポンドを無駄にしていると主張した。GMTVマネージングディレクターのポール・コーリー（Paul Corley）は「これまでに起こったこと全てについて謝罪したい」と述べた。GMTVはオペラ社を信頼していたが、実際には、この通信会社の2～3人が、経営陣が知らないうちにこのようなことを自ら行っていたとみられる。これは、2003年にオペラ社の営業部長マーク・ナトール（Mark Nuttall）がこの状況を発見し、スタッフに「あなたが早期に当選者を選んでいることが絶対にバレないようにしてください」との電子メールを送ったという『パノラマ』の主張と矛盾している。エンタープライズ部門責任者のケイト・フレミング（Kate Fleming）とマネージング・ディレクターのポール・コーリー（Paul Corley）の2人の上級幹部が辞任した。
同年9月24日、Ofcomはオペラ社に25万ポンドの罰金を、GMTVに200万ポンドの罰金を科し、「この違反行為は公共放送と視聴者との間の基本的な信頼関係に重大な破綻をもたらした。放送コンテストの実施における長年にわたる組織的な失敗に関係していたため、非常に深刻だった」と述べた。GMTVは、影響を受けた視聴者全員に総額3,500万ポンドを返金することを約束した。
1ヶ月後、重大不正捜査局（以下SFO）はOfcomからの電話投票番組スキャンダルに関する証拠を再検討する決定を下した。SFOの広報担当者は、「GMTVによる割増料金電話サービスの使用に関するメディア報道と一般の人々から寄せられたいくつかの苦情を受けて、SFOの調査はまだ進行中ではないが、我々はOfcomと連絡を取っている…さらに、SFOは、デロイトの報告書で強調されているITVの割増料金電話サービスの使用に関するOfcomの調査の結果を待つことになる」と述べた。2008年3月10日、SFOは、調査基準を満たしていないとして、この電話投票番組スキャンダルを調査しないことを決定した。

### 2008年 - 2009年
GMTV放送内容の大規模な見直しが2008年夏に行われた結果、他のデジタル放送チャンネルとの新たな競争に視聴者を失ったことと、内容が軽くなりすぎたという批判に対抗することもできたことが結論付けられた。レッド・ビー・メディアは、1993年以来殆ど変わっていない画面上の外観を刷新する目的で、コンサルタントとして迎え入れられた。ITVとディズニーは、Avid編集スイートなどの新しい機器を含む番組制作を近代化するために450万ポンドの投資に同意した。これにより、2009年1月5日にGMTVがリニューアルされ、フィオナ・フィリップスとアンドレア・マクリーンに代わってエマ・クロスビーとカースティ・マッケイブが登場した。
2008年7月、マクリーンは『ルーズ・ウーマン』での役割に集中するためGMTVの仕事を辞め、常任ホストの職をジャッキー・ブランブルズと共有することが発表された。同年12月31日、11年間気象プレゼンターを務めたマクリーンが退社した。
同年12月18日、12年間メインプレゼンターを務めたフィリップスが退社した。フィリップスは視聴者に、「退職は私がこれまでに下した最も難しい決断の1つ」と語った。

### ITV plcの所有権
ITV plcは、ディズニーがGMTVの75%の支配権を獲得した後、イングランドとウェールズのチャンネル3の24時間支配権を確保するために、ディズニーの株式を買収しようとした。最終的に、2009年11月25日に残りの25%に対して1,800万ポンドを支払った。
その結果、すぐに様々なことが変わった。
- GMTV編集長のマーティン・フリゼル（Martin Frizell）が2009年12月に解雇され[48]、一時的にスー・ウォルトン（Sue Walton）が後任となった[49]。
- 2010年3月4日、司会者兼ニュースリーダーのペニー・スミス（英語版）が降板し、司会者のジョン・ステイプルトン（英語版）が特別特派員として再配置されることが発表された[50]。スミスは同年6月4日に自身最後の放送を務めた。
- 同日、政治担当記者のグロリア・デ・ピエロ（英語版）が2010年2月に辞職し、労働党の議会候補者として立候補するという決定も発表された[要出典]。
- 3月6日、GMTVキッズの司会者であるジェイミー・リッカーズ（英語版）とアンナ・ウィリアムソン（英語版）が解雇された[51]。彼らが最後に番組に出演したのは2010年5月で、これは『Toonattik（英語版）』シリーズの番組間で司会者がリンクしていないことを意味する。
- 4月初旬には、イーモン・ホームズ（英語版）とケイト・ソーントン（英語版）が新しい刷新番組の司会者に立候補しているのではないかという憶測が流れた[52]。関係者は「イーモンとケイトと一緒なら、パイロットのようなものになるだろう。それが上手くいけば、彼らは唇をなめるだろう。まだ署名されていないが、全ての側が積極的に検討している。まだやるべきことがいくつかありますが、実現する可能性は非常に高いと思われる」と語った[53]。
- 4月19日、BBCの司会者のエイドリアン・チャイルズ（英語版）が同社の役職を辞し、6年契約でITV plcに移籍し[54]、GMTVで共同司会者を務め、現職男性ホストのアンドリュー・キャッスル（英語版）とベン・シェパード（英語版）の将来に疑問を投げかけることが発表された。
- 4月21日、10年間在籍したベン・シェパードが契約を更新しないと経営陣に伝えた後、降板することが確認された[55]。
- 5月7日、元『The One Show（英語版）』編集長のイアン・ラムジー（Ian Rumsey）が6月から番組の編集管理を引き継ぎ、ポール・コノリー（Paul Connolly）が代理としてスー・ウォルトンの一時的な配置を引き継ぎ、『GMTV with Lorraine（英語版）』の新しい独立番組への移行に取り組むことが発表された[56]。
- 6月10日、10年間在籍したアンドリュー・キャッスルが降板することが確認された[57]。同日、ITV plcは、朝のフランチャイズからGMTVのブランド名を外し、年内にリニューアルする形式を選択すると発表した[58][59]。
- 6月20日、ITV plcは、クリスティーン・ブリークリー（英語版）が朝枠や他のプライムタイムのエンターテインメント番組に出演する3年間の独占契約を結んだ後、リード女性ホストとしてチャイルズに加わると発表した。2人はかつて、BBCの『The One Show（英語版）』で共演していた[60]。
- 7月の時点で、TLSのスタジオ3（『ルーズ・ウーマン（英語版）』の制作元）から制作され、この移動は、元々スタジオ7から来たアルジャジーラ・スポーツが、スタジオ7を『デイブレイク』の準備ができるようにスタジオ5に移動する必要があったためであった（最後の番組もここから放送された）。
- 7月9日、ITV plcの新しい朝の番組が9月6日から『デイブレイク』と名付けられ、『GMTV with Lorraine（英語版）』が『Lorraine（英語版）』というタイトルの独立番組になる予定のことと、「GMTVリミテッド（GMTV Limited）」をITVブレックファスト・リミテッド（ITV Breakfast Limited）（英語版）にブランド変更することが確認された[61]。
- 7月20日、ケイト・ギャラウェイ（英語版）が『GMTV（英語版）』の司会者から『デイブレイク』のエンターテインメント担当編集長に異動することと、『GMTV』から移籍したチームの他のメンバーは、ジョン・ステイプルトン（英語版）が特別特派員の役割を継続し、ダン・ロブ（英語版）がスポーツ担当編集長に、ドクター・ヒラリー・ジョーンズ（英語版）が健康担当編集長に、そしてリチャード・ガイスフォードが主任記者の役割を継続することが確認された[62]。同日、それぞれ10年間在籍したリチャード・アーノルド（英語版）とカーラ・ロマーノ（英語版）が降板し、別の場所でキャリアを追求すると発表した[63]。
- 8月1日、エマ・クロスビー（英語版）が新番組に加わらないことを認めた[要出典]。
- 『GMTV with Lorraine（英語版）』は9月2日にミリーン・クラス（英語版）が司会者を務める最終回が放送され、GMTV（英語版）は翌日アンドリュー・キャッスルとエマ・クロスビーが司会者を務めた。